# Kustfrölöpare
Kustfrölöpare (Harpalus luteicornis) är en skalbaggsart som först beskrevs av Caspar Erasmus Duftschmid 1812.  Kustfrölöpare ingår i släktet Harpalus, och familjen jordlöpare. Enligt den svenska rödlistan är arten sårbar i Sverige. Arten förekommer på Gotland och Götaland. Artens livsmiljö är havsstränder, jordbrukslandskap.